# GE～Good Ending～
《GE～Good Ending～》是由流石景所創作，關於校園戀愛的日本漫畫作品。《週刊少年Magazine》（講談社）2009年19號刊載，於同年38號正式開始連載。台版譯名為《～ＧＥ～戀愛成就》，由東立出版社在《新少年快報》2011年第７期開始連載。

## 故事概要
就讀浪丘高中二年級的男主角內海聖志，暗戀著網球部部長池谷晶，卻遲遲不敢表白，只敢每天在遠方偷偷凝望著她的身影，並以此當做自己最大的幸福。與內海同班的網球部員黑川雪發現其偷窺行為後，對內海的純情行為感到有趣，從而自薦成為內海的戀愛導師，為內海出謀劃策，以向晶告白為目標鞭策著內海。一場校園戀愛劇情就此展開。
故事詳盡描寫主角內海的成長，以及內海、雪和晶感情矛盾之處。而其他配角的描寫也十分充份，雖然故事有些不合理的「意外」，但整體作者對描寫各人的感情情緒、心情與心境都上十分到位。男主角的設定，很容易讓人代入其中。三位角色的抉擇而營造出16本單行本的故事。

## 登場人物
內海聖志
爲本作男主角。硬式網球部成員，浪丘高中二年級生，生日10月21日，O型天秤座。身高172cm。
成績和運動神經均在一般水準以下的男孩，在一年級入學時的網球社團邀請會上被熱情的網球部長池谷晶所吸引，進而迷戀著她，但只願在遠處觀望而不敢告白。在一次拿望遠鏡偷窺中被同班的網球部員黑川雪以發球擊破，以向黑川土下座的方式懇求黑川別向池谷晶洩漏。後硬是被黑川拉進網球部，並黑川擔任維戀愛導師展開向晶學姐告白的作戰，然而因爲害怕告白失敗後會讓自己被打擊而死，所以打死拒不告白，所以常被黑川雪硬架著脖子在追求的過程中往前走，且一害羞或情感上湧就會轉頭狂奔，但常都被黑川拉回來。
剛登場不久的內海在受到重大打擊後會進入「存在感透明」且自怨自艾。早上很難叫醒，內海的母親就曾乾脆留下「叫你起床太累人了!」的字條給因賴床到中午而遲到的內海、以及和黑川去聽音樂會因故倆人在賓館休息時黑川使出「以衛生紙條撓鼻孔」的手段才叫醒他。內海經常陷入一個人的妄想中，而無視他人的叫喚。在極度的妄想和興奮的情緒下，常有脫線行爲，例如:妄想與黑川間接接吻而徒手捏爆黑川的奶昔。然而有一顆能體諒他人的心，其後在黑川的提點下，更能站在對方的立場爲對方考慮事情。在賓館對酒醉的黑川謹守分際，其後更向黑川坦誠差點在意亂情迷中吻她，顯示出內海是個老實且體貼的人。
池谷晶答應和內海約會後和黑川進行模擬約會，可是晶打電話跟內海說當天有事無法約會故自行前往體育用品店買網球拍，結果撞見池谷晶與健人在一起，在失戀狀下在黑川的安慰後得以走出情傷，結果發現自己似乎開始喜歡上黑川，而黑川也開始發現這一點，並因兩人關係混沌不明而苦惱。內海在音樂節時在毫無準備的情況下向黑川告白，結果在音樂節當天因為下雨而土石流淹沒鐵軌列車停開而無法回家，倆人只好一起住賓館，內海在音樂節的告白後在賓館被黑川間接第一次拒絕，但是卻牽著手一起睡覺。第二天鐵軌搶通後倆人回到東京後內海被同樣也愛慕黑川雪的親戚阿涼狠揍一拳。
從音樂節以後黑川也對內海的一舉一動開始注意，比如在運動會上大沼跑去跟內海聊天，但當時河野擺出搞笑的姿勢致使倆人笑了出來，讓在遠處瞥見的黑川誤以為他們有說有笑，不過黑川前來拿取冰塊解暑時卻不慎將冰袋弄破而弄濕身體，內海勸黑川到保健室休息，後來內海去探視黑川時卻吻了她兩次，倆人曖昧不明的關係越來越明顯，而黑川也越來越會吃醋。內海在夏夜祭趁人群多時被大沼理沙間拖到樹林間差一點被強吻，而後被泉司發現，倆人身上沾著土塵回到聚集地，黑川見狀非常不悅，而後跟內海起口角，經由泉司點醒，內海才趕著去跟黑川道歉。而後在網球社集訓時黑川和內海晚上被鎖在宿舍門外，因而內海坐在長椅上而黑川躺在內海的大腿上睡，此時倆人已經近乎是情侶。然而池谷晶趁著內海發燒生病時向內海傾訴愛慕，但內海卻抱著晶一邊流淚說他喜歡黑川，不料擁抱的情景卻被雪看到因而引起誤會，雙方又爆發口角，內海甚至以為是黑川忘不了透流，而後經由權司點醒才去跟黑川道歉，此時黑川講出以前跟透流不愉快的事情以及為何要轉學的理由讓內海大為震驚。
之後的內海持續朝著為對方幸福的方向而變得積極主動，但無改善良體貼的性格，故常在遇到問題時，因不想傷害對方而難受，猶豫不決。第一次與雪成為戀人時，為希望雪忘記過去的陰影而絞盡腦汁，亦因不想雪難受而刻意強忍內心慾望，渴望即使成為一對無性戀人亦能令雪幸福，反而令雪及自己倍感壓力，最後雪不希望對方繼續難受而提出分手。 二人分手後，彼此仍是對方心中獨特的存在，即使不再是戀人亦期待對方幸福快樂，但二人亦因此飽受折磨。
於此時晶再度出現，並恰好安慰到失落的聖志而成為戀人。與晶一起的期間，聖志短暫放下與雪的愛情，真心投入與晶的關係，祈求直至永遠，但因與雪的曖昧關係多次惹來晶的猜疑和不滿。直到透流再次出現，見到雪因面對過去傷痛而難過，再次激發起對雪的愛。在明白自己的心意，於內心掙扎後，終於狠下心腸與晶分手，全心全意支持雪。
近結局的每件事件亦透過描寫聖志的焦急及緊張程度來表達對雪的愛，包括集訓時獨自前往尋找雪、處理綁架事件的不遺餘力，以及最後帶走雪時的決心，明白到雪於聖志心中的位置無可取代，而聖志亦了解到愛一個人必須把心意付諸行動，並願意為雪犧牲所有。
伴隨著聖志的成長，聖志對雪的付出獲得所有人認同，故事結局終與雪共諧連理，誕下一子，繼續為家庭努力付出，十年後成為了攝影師，並舉辦影展，對雪的愛永遠不變。
黑川雪
女主角。硬式網球部成員，浪丘高中二年級生，生日12月7日，A型射手座。身高161cm。
內海的同班同學，前來告白的男生絡繹不絕，但都被她所拒絕。個性機靈世故，穩重的頭腦派，平時沈默少言。爲脫線的內海準備了後備護腕、雨衣等，可見其細心體貼的一面。有著一副好歌喉，在卡拉OK中演唱歌曲「初戀」的實力，被好友瑛理品評爲大師級的程度，內海也認爲她唱歌時的聲音，與說話的時候不太一樣。對龐克樂團與搖滾樂似乎也有著相當程度的喜愛與瞭解。成績不錯，在其指導之下，讓成績糟糕的內海以不錯的分數順利通過期中測驗。
網球實力不差，以其能以發球準確擊中正在四、五層樓高的窗口偷窺的內海，和一同被球所擊中的望遠鏡的破損程度來看，黑川應有著不輸男生的頂級網球實力。
撞破正在偷窺網球部長池谷晶的內海，後以內海向晶告白爲目標，推薦內海入部，並成爲內海的戀愛指導老師，以其強勢的指導鞭策著內海。在遊樂場的打地鼠遊戲中連敗給內海，不服輸地與內海纏鬥近一個半小時，取得一勝後方才罷手。
由於過去感情上的創傷而拒絕戀愛，但和內海接觸之後其情況逐似乎正一點一點地改變。開始有被內海所吸引而産生好感的描寫。曾有一青梅竹馬的男友--透流，分手的原因在黑川心中留下巨大的陰影。
對晶的告白作戰失敗後，看著痛苦的內海而深感自責，對於自己鼓勵內海告白的行爲是否正確産生動搖。其後在與內海一同前往的搖滾音樂節中，遇見疑似透流的背影，罕見地表現出激動的情緒，在被內海追問其感情時，隨後被內海告白，但並未明確答覆內海，於後續情節中透露出對透流的感情仍難以忘懷。
寄住在阿姨的家中，與表哥清水涼同住在一個屋檐下。其初中在距主角們所在的城市很遠的地方就讀，中學時候是因為跟她前男友被迫做愛以後造就的傷害。
於故事中期終與聖志成為情侶，但因過去透流帶來的陰影，令二人關係無法更進一步。於此時開始，雪對聖志的依賴越來越明顯，雖無法擺脫過去，亦努力嘗試配合聖志，但因深愛聖志反倒不希望聖志再勉強自己而受傷害，最終向聖志提出分手。二人分手後，依然愛著聖志，但表面上卻裝作單純視聖志為好朋友，亦因過份為聖志著想，數次間接拒絕復合。
於知悉聖志與晶一起後，表面仍並無異樣，只懂暗裡獨自飲泣，亦於小晶面前抑壓自己情緒，祝福二人。爾後的雪處處表現出因深愛聖志而為難自己的舉動或故意疏遠聖志等反常，一反初登場時的堅決、冷酷，其性格上略有偏激及固執之處。
於高三時面對冰室追求時，終向聖志表示分手後仍然喜歡著他，亦再無法抑制自己，希望靠近聖志及常在一起，為防傷害到聖志及晶二人，隨即單方面向聖志表示希望一切恢復原狀，回到二人認識之前，如同絕交。
其後因聖志帶莉子到學校參觀而令其知悉雪所在之處，令透流再次出現於雪面前，難以面對過去的雪感到莫大痛苦，聖志決意在雪身邊支持他，痛苦中的雪亦再難抑制對聖志的依賴，二人關係再次曖昧。
雖然透流解釋清楚當初的背叛事件純為被同學陷害，亦苦苦哀求跟雪復合，但雪仍對過去無法釋懷；到雪下定決心面對及拒絕透流時，卻變成對方糾纏不休，身心俱疲的雪在學校裡於聖志面前倒下。聖志於照顧昏睡的雪時，再次認清自己心意，而狠下心腸跟晶分手，專心一意的成為支持雪的人。二人於集訓最後時間再次向對方表明心意，離復合一線之差。
雪為跟透流作個了斷，表示不會復合，卻被透流以見其最後一次為藉口，綁架到二人小時候常處的秘密基地。聖志等人經重重波折終找到雪被綁架之處，雪更目睹聖志為救自己導致雙手嚴重受傷，最後為阻止透流毆打聖志，狠狠地賞了透流一巴掌，並為此事劃上句號。
正當眾人以為雪與聖志可修成正果時，雪的父親出現，並因綁架事件而強行把雪帶回家鄉，禁止所有人接觸雪。聖志雖到當地尋找雪，但仍被雪父親拒諸門外。雪母親目睹女兒悲痛流淚，憶起年少時亦因家庭關係而嫁到黑川家，無法作出抉擇的悲哀，希望雪能以個人意願生活，決定幫助雪與聖志。聖志看見雪遺留的項鍊後，回想起與雪發生的種種經歷，了解到雪心底裡的希望，終下決心帶著雪逃離黑川家，雪深受聖志感動，二人正式復合，再次成為戀人。
往後二人再沒分開，雪依志願而成為兒科醫生，為幫助別人而忙碌工作。於26歲時與聖志共諧連理，並為聖志產下一子，但無改對聖志的愛。
池谷晶
硬式網球部部長，浪丘高中三年級生。生日4月10日，O型白羊座。
雖然身為網球部長，但其網球實力不佳，在與內海的自主晨練中，與內海共有53球中網、37球出界，自己則漏接21回。儘管實力不佳，卻十分勤於練習，常利用課餘自主訓練，常於清晨4點就在其家附近的球場練習。最終在引退前終於獲得正式比賽首勝。
平日上下課以單車代步。有一個弟弟陸，父母親算開明，尤其是晶的母親非常支持晶的想法，比如在房屋外爬梯子偷窺內海和晶在房間的約會、在晶全家參拜時遇見內海便主動讓其他家人消失免於當內海跟晶的電燈泡，最後是晶在跟內海分手失戀時主動安慰晶。
生性熱情開朗，善良單純且樂於助人卻又粗枝大葉且笨手笨腳，比如對料理方面亦不在行，為了做蜂蜜檸檬給內海吃就使自己的雙手傷痕累累。在給健人吃的86次的烤餅乾練習中就失敗了57次、以及給內海吃的烤餅乾光成功烤出一盤就失敗了一大袋。除此之外會從自家的樓梯上摔下來，而在尷尬或緊張的場合常會忘記自己現在手邊的事情，比如兩次和雪見面時第一次被融化的冰淇淋弄髒了整個裙子，第二次則是在咖啡廳和雪面對面喝咖啡時加了太多糖及把咖啡溢滿出來而不自知。
在邀請一年級新生入部的網球社團邀請會中因為太過拚命而不小心由舞台上掉下來，不過卻深深吸引男主角內海愛戀的目光。因部員人數不多，而對應黑川推薦而入部的內海相當重視，時常關注其練習情形，甚至因內海的努力練習，而贈送內海一個護腕以資鼓勵。
愛慕現已就讀大學的網球部前輩-健人，因內海對健人有所批評而罕見大發脾氣，而後晶向前來池谷家中道歉的內海表達歉意，並答應了與內海的約會。準備與內海出遊的晶，在約會前夕受到自己愛慕許久的健人前輩告白並與其成為男女朋友臨時取消與內海的約會，結果在體育用品店被內海撞見與健人的約會，晶痛苦地向內海道歉，並陳述其與健人正在交往的事實，至此內海的告白計畫宣告失敗。
然而後續晶發現發現健人似乎有劈腿的痕跡，而在校其臉上憔悴的表情引起內海的注意，在一次下雨天內海陪晶回家時倆人直接撞見健人劈腿，結果在雨天中晶和內海當場被健人羞辱，後來晶賞了健人一巴掌後便跟健人分手。後續在與別校比賽網球落敗並且在遊樂場撈娃娃熊幾近失敗時開始發現內海總是在她最失意時陪伴她、並且發現自己逐漸喜歡上內海，不過這時候的內海已經喜歡上雪，晶在網球更衣室跟同學透漏喜歡上內海並且喃喃自語地說不能說出去，然而剛好被路過的黑川與內海聽到。
本欲隱藏對內海的心意，騙內海不會去晨練卻私下去並暗自哭。此後晶對內海略顯主動表示，甚至邀他來家玩，在集訓時跟內海訴說對他的愛慕之意親吻他，哭泣被內海擁抱更在集訓完之後引起了雪和內海起很大的口角。
晶在與內海與雪分手之際開始關心內海，在一次前往內海家還內海借給晶的圍巾下吻了他，倆人成為男女朋友。不過晶常發現內海似乎始終放不下雪故因此常吃醋，甚至在一次攝影展覽會上看到內海拍攝雪的背影得到第二名後氣的直奔而走，並賞了追上前的內海好幾巴掌，而後和好的方式是到賓館做愛。之後內海感到失意或是難過乎晶常都用跟內海做愛來試圖化解內海的難過，然而晶似乎也察覺到內海似乎一直放不下雪，在最後一次內海上門提分手時亦試圖以做愛的方式來化解僵局但最終仍然被內海拒絕並分手。
晶在失戀之際又遇上健人，健人除了表達自己很後悔羞辱晶之外並且天天都在晶所住的住宅附近公園等她，最後在下雨天倆人復合，十年後倆人生下兩子，晶依心願成為國小老師。
瀧口瑛理
家事部部員(幽靈部員)，浪丘高中二年級。生日7月19日，B型巨蟹座。身高163cm。
黑川雪的好友，一年級時與黑川同班。二年級分班之後還是常常到黑川班上找黑川借上課筆記。有一暗戀對象，並為了向他表白而積極改變自己，剛登場時跟內海一樣對感情相當內向，甚至誤信友人「處女會為男孩帶來麻煩」的理論而想脫離處女之身，偶然遇見黑川和內海先後走出賓館故欲強迫內海協助她破處，後瑛理觀念被內海導正並於內海的監督之下鼓起勇氣向心儀的對象告白，雖然告白遭拒，卻為因此而能踏出邁向戀愛的第一步而開心，誓言再接再厲，然而在浪丘祭上見到自己心儀的人已經有了女友而放棄。瑛理對愛的渴望與和為此所做的改變令內海深受感動，從而使內海下定決心向晶告白。
因內海與黑川的關係，而和泉司及河野也結為好友，愛與河野及泉司等人鬼混，並常與他們一起吃中飯、放學，被內海等懷疑是否在班上沒有朋友，她找辯稱是因為她朋友都和男友在一起的緣故，但有一陣子內海跟池谷晶交往後覺得失望且認為自己是不是自己多管閒事而獨自在自己班上吃飯。
因一年級時跟黑川同班故相當了解黑川的一些小習慣，且認為黑川二年級後較一年級變得開朗而不再陰沉冷漠。在內海情傷後以言語試探黑川對內海的心意，並同時向內海提出追求黑川的建議，引發內海檢視自己內心對黑川真正情感的契機。而從內海跟黑川交往或分手，瑛理總是非常在意他們兩人的動向，總是期待著嘿海和黑川能續為良緣，甚至曾在天台上強迫黑川檢視對內海壓抑的情感。
和泉司一樣擁有強烈的正義感以及洞察力，和內海、河野同屬對功課不靈光的類型。內心似乎跟內海一樣，一害羞或情感上湧就會轉頭狂奔，尤其被哲也告白後。好幾次看著哲也在球場上苦練投球而欣賞哲也，並因為哲也第一次在晉級甲子園時敗陣而跟著嚎啕大哭，而後自願到棒球部當經理，而後被哲也告白而害羞點頭答應。直到哲也在第二次在甲子園敗陣後看到在角落哭泣的哲也後禁不住感動而主動擁吻哲也，確立了兩人未來的關係。在十年後哲也和瑛理成為夫妻，在幕後花絮中於內海的攝影展會場還大膽向內海聖智抱怨跟哲也倆人時常做愛卻一直無法讓她懷孕。
泉司
浪丘高中2年級。生日9月11日，AB型處女座。身高164cm。
聖志的同班同學兼死黨，以其帥氣的容貌與甜言蜜語深受女孩子們的歡迎，在內海與河野三人當中，屬於對女孩們遊刃有餘的類型。平時忙於跟女孩子們約會，因而沒時間加入社團，但因為過去表姊的陰影而從不對女生投入真感情。認識許多校內的女生，並掌握全校受著目的女生的資料，唯獨不知黑川的訊息。與黑川同屬善於分析的頭腦派，最先洞察內海對黑川的感情，並以其豐富的戀愛經驗給予建言，成爲本作中除黑川以外，最常給與內海愛情建言的角色。
洞察力非常強且很有正義感，能從一點小細節發便發現周遭圍人事物的異常，也因為極強烈的洞察力，在被瑛理告知內海即將跟蹤正在約會的黑川時終止自己的約會並和瑛理一同阻止內海做出脫線的傻事、且在大沼理沙屢次追求內海失敗、且絕望身並陷危險時將大沼救出來，也多次故意在班上時在桌下踢腳阻止河野哲也說出不適切的話。除此之外，泉司並間接撮合河野哲也與瀧口瑛理，促使哲也和瑛里兩人成為情侶。
最後，泉司並將深陷絕望的大沼里沙介紹到可信賴的模特兒公司讓大沼重拾對未來的希望，不過泉司亦透漏大沼長的很像他過去大他九歲的表姊，而介紹模特兒的工作是不希望大沼過度將感情專注在內海身上，因為泉司的表姊過度投入感情結果未婚夫在結婚前夕挾款跟其它女人跑掉，後表姊上吊自盡，泉司對此懊悔不已，故在跟女孩們邂構時從不投入真感情。十年後泉司成為大沼的經紀人，並被內海等人懷疑是否跟大沼交往中。
身高不高，其本人似乎也十分地介意。在學校中擅長的科目是理科和數學，在初中曾學過空手道，故在拯救大沼里沙過程中輕易擊倒對方。
河野哲也
棒球隊員，浪丘高中二年級。生日8月9日，A型獅子座。身高185cm。
聖志的同班同學兼死黨，棒球隊王牌投手。留著俐落的平頭，在內海與泉三人當中，與內海同屬對女孩們沒辦法的類型。經常扮演吐槽內海的角色，但常被瑛理及泉司適時阻止繼續發言下去。但在內海對黑川的感情陷入兩難時，一語點破內海其實不想放棄黑川，令內海重新審視自己對黑川的情意。在本作裡大部分為扮演丑角的角色，看起來有著好色的性格，但其實單戀瑛理，愛與瑛理抬槓，曾在澡堂中爬牆欲偷窺在女湯的瑛理和黑川，其結果被瑛理以澡堂中的塑膠凳擊墜。
除體育之外，和內海、瑛理同屬對功課不靈光的類型。平時苦練投球，在晉級甲子園比賽上因為遭打擊手打出平飛球擊中右肩受傷而失投導致浪丘高中敗陣，在投手丘嚎啕大哭且不甘心的舉止逐漸感動了瑛理，促使瑛理自願加入棒球社當經理。而後苦無對策向瑛理告白而被泉司強迫做些對瑛理表示好感的行為，然而因為沒有談過戀愛的經驗結果搞砸了告白的場合。
在一次被瑛里邀約參加棒球熱身熱身賽後大膽向瑛理告白，甚至在原宿車站唱校歌，而最終得到瑛理的芳心。第二次在甲子園上九局下當打擊手時被接殺而敗陣的哲也躲在街角暗自流淚，身受感動的瑛理第一次獻吻給哲也並且後來結為連理。在幕後花絮的十年後哲也頭髮留成刺蝟頭，並於一次和瑛理在超市共同購物時好吃肉片的哲也偷藏好幾塊豬肉片於蔬菜下，結果被瑛理揪出來，只好乖乖將一大堆豬肉片拿回去放。
大沼理沙
浪丘高中一年級，聖志同校學妹與打工的同事。生日11月9日,A型天蠍座。身高171cm。
身材與容貌均有模特兒水準的美女，但因為太過內向而沉默寡言，對同一天上班的內海不理不睬，而使內海認為她是個難以相處的人。在打工時因節食過度暈倒，後向內海述說自己因初中時十分肥胖，而導致自己極度的內向。經內海開導後，向同班同學敞開心房，並獲得同學正面的回應，因而相當感激內海。
於故事前中段，三番四次為追求聖志而阻撓雪與聖志，過份鍾情於聖志，常做出讓聖志困擾的事，甚至多次想獻身給聖志，但都並沒成功。於獲悉聖志與雪分手後，但又與晶一起而大受打擊，自暴自棄的跟隨騙子，險被強暴但被泉司救出。此後多次被泉司鼓勵，亦解開泉司心中的結。
由始至終對聖志癡心一片，於救出雪事件時更是對抬起鐵杆不遺餘力。被泉司鼓勵後，雖仍鍾情於聖志，但不再因無法與其一起而受苦，亦因泉司介紹而成為模特兒，結局時與泉司搭擋成為模特兒與經理人，為工作走遍世界各地，與泉司的關係撲索迷離。
清水涼
雪的表親，小時候已開始迷戀雪。雪於國中時被透流背叛事件後，目睹雪飽受痛苦的模樣，決心不再讓雪受到傷害，並終生保護她，認定自己為唯一能背負雪及與其白頭到老的人。
初登場時像流氓一般的形象，為人衝動，對雪的事情相當固執，敵視所有接近雪的男性，曾對聖志動武。故事尾段認同聖志為雪的付出與犧牲，認為自己不及聖志而「允許」二人一起。結局時成為美術設計師，仍然關心著雪。
澤田健人
故事裡晶的初戀情人，於中學時期為親切可靠，並很體諒後輩的學長，但在升上大學後，接觸的人物多了，性格漸漸改變。為前任網球部部長，於晶初進網球部時，並沒放棄球技差劣的她並持續教導。健人早知晶對其的愛慕，但因覺得毫無難度而不打算接受。
升上大學時因其自身慾望而跟網球校隊前皇牌成員交往，並於戀情出現問題時，尋找晶慰藉自己，但隨後不久便與前女友復合。因被聖志與晶在街上看見與女友一起，而跟晶分手。與晶分手後，方發覺晶在其心中何其重要，決定洗心革面，往後多次哀求晶跟他復合。在晶與聖志分手後，終以真誠打動晶，復合並結為夫婦。結局時已令晶懷上第二胎。
雨宮透流
為雪國中時的男友，亦是把雪傷害最深的人。為雪的青梅竹馬，國中時與雪成為戀人，是雪當時最愛及最信任的人，但一起半年後因與雪的情事暴光，而令雪感到背叛及心碎，逃離家鄉、轉校及遷往親戚家居住。
除早期偶有露面外，於故事後半段正式出場，初出場為聖誕節時與聖志互動，但並未知悉聖志與雪的關係。及後於其妹莉子告訴他雪就讀的學校時，再遇上雪及聖志，並把當初事件被陷害的真相說出，希望與雪再續前緣。
為人固執，對雪的一切認識停留在國中時期，拒絕接受幾年間雪的成長與變化，認定自己與雪天生一對，不斷強逼雪跟他復合。故事尾段因太執著雪，作出綁架的行為，於各人同心協力下，讓聖志救出雪，亦讓雪真正從透流的枷鎖中解放出來。
結局時成為了律師，於綁架雪事件後一直沒戀愛，工作上有一名同事對其有意思，但感覺遲頓的他並沒發現。
雨宮莉子
故事中期出現的女性角色，初出場為第55回，聖志與祭典後去洗照片時，與莉子碰撞而拿錯了對方的照片。再出場時跟聖志拿回照片後，帶聖志到工作的攝影棚拿回祭典的照片，讓聖志遇上攝影師霧島真琴，並收了聖志為弟子，成為莉子的小弟。
作者原意希望莉子作為妹妹的角色而登場，但角色出場不多，背景描述偏少，是小聖志一、兩年的國中三年級生，充滿活力，在攝影師之路邁進。於近故事結尾才透露莉子為雪國中時的男友透流親妹，同是與雪認識很深的人物，亦是因把雪就讀的學校告訴透流，而直接令故事朝結局方向邁進的人物。結局時於出版社工作。
冰室結仁
於聖志高三時就讀浪丘高中的新生，於故事尾段登場。初登場即表現出輕浮的樣子，但隨即被雪迷倒，一心希望追到雪。為人單純、活潑、善良、膽小，母親是酒店的媽媽桑，自小耳濡目染，養成能看穿對方感情的直覺，並猜中聖志與雪的關係，但聖志初時否認，間接令聖志認清自己心意。
與聖志感情甚佳，曾見聖志情況低落而鼓勵聖志。真心喜歡雪，亦於綁架事件中提供很大幫助。於綁架事件後，獲悉聖志與雪二人的關係，並沒責怪聖志而選擇流淚祝福二人。結局時為繼承母親的酒店作準備，於夜總會裡工作。
湯淺芽生
霧島真琴
楠木舞
月島凜

## 出版書籍
| 卷數 | 講談社         | 講談社                 | 東立出版社     | 東立出版社             |
| 卷數 | 發售日期       | ISBN                   | 發售日期       | ISBN                   |
| ---- | -------------- | ---------------------- | -------------- | ---------------------- |
| 1    | 2010年1月15日  | ISBN 978-4-06-384241-8 | 2011年2月9日   | ISBN 978-986-10-5908-2 |
| 2    | 2010年3月17日  | ISBN 978-4-06-384272-2 | 2011年2月9日   | ISBN 978-986-10-5909-9 |
| 3    | 2010年6月17日  | ISBN 978-4-06-384316-3 | 2011年6月24日  | ISBN 978-986-10-5910-5 |
| 4    | 2010年8月17日  | ISBN 978-4-06-384349-1 | 2011年11月30日 | ISBN 978-986-10-6200-6 |
| 5    | 2010年10月15日 | ISBN 978-4-06-384387-3 | 2011年12月21日 | ISBN 978-986-10-6625-7 |
| 6    | 2011年1月17日  | ISBN 978-4-06-384432-0 | 2012年1月19日  | ISBN 978-986-10-7221-0 |
| 7    | 2011年3月17日  | ISBN 978-4-06-384464-1 | 2012年2月17日  | ISBN 978-986-10-7511-2 |
| 8    | 2011年6月17日  | ISBN 978-4-06-384509-9 | 2012年4月5日   | ISBN 978-986-10-8214-1 |
| 9    | 2011年8月17日  | ISBN 978-4-06-384536-5 | 2012年5月14日  | ISBN 978-986-10-8602-6 |
| 10   | 2011年11月17日 | ISBN 978-4-06-384582-2 | 2012年7月24日  | ISBN 978-986-10-9185-3 |
| 11   | 2012年1月17日  | ISBN 978-4-06-384616-4 | 2012年9月25日  | ISBN 978-986-10-8602-6 |
| 12   | 2012年4月17日  | ISBN 978-4-06-384646-1 | 2013年2月22日  | ISBN 978-986-317-193-5 |
| 13   | 2012年6月15日  | ISBN 978-4-06-384691-1 | 2013年4月16日  | ISBN 978-986-317-458-5 |
| 14   | 2012年9月14日  | ISBN 978-4-06-384739-0 | 2013年6月25日  | ISBN 978-986-324-159-1 |
| 15   | 2012年12月17日 | ISBN 978-4-06-384786-4 | 2013年11月4日  | ISBN 978-986-324-960-3 |
| 16   | 2013年2月15日  | ISBN 978-4-06-384815-1 | 2014年1月8日   | ISBN 978-986-332-353-2 |

## 外部連結
- 作品介紹 （日語）